# Recteurs de l'université libre de Bruxelles
L'université libre de Bruxelles est dirigée par un Recteur élu par le corps académique. Un certain nombre de personnalités belges connues ont dirigé l'université. Aujourd'hui, elle est tenue par des membres reconnus du monde académique.
1. Pierre-François Van Meenen 1841-1849[1]
2. Jean-François Tielemans 1849-1861[1]
3. Louis de Roubaix, faculté de médecine, 1861-1862[1]
4. Adolphe Roussel, faculté de droit, 1862-1863[1]
5. Jean-Jacques Altmeyer, faculté de philosophie, 1863-1864[1]
6. Joseph Hannon, faculté des sciences, 1864-1865[1]
7. Pierre Graux, faculté de médecine,1865-1866[1]
8. Egide Arntz, faculté de droit, 1866-1867[1]
9. Guillaume Tiberghien, faculté de philosophie, 1867-1868[1]
10. Jean Francqui, faculté des sciences, 1868-1869[1]
11. Gottlieb Gluge, faculté de médecine, 1869-1870[1]
12. Louis Bastiné, faculté de droit, 1870-1871[1]
13. Eugène Van Bemmel, faculté de philosophie, 1871-1872[1]
14. Nicolas Schmit, faculté des sciences, 1872-1873[1]
15. Jean Thiry, faculté de médecine, 1873-1874[1]
16. Alphonse Rivier, faculté de droit, 1874-1875[1]
17. Guillaume Tiberghien, faculté de philosophie, 1875-1876[1]
18. Alfred Zimmer, faculté des sciences, 1876-1877[1]
19. Henri Bergé, École polytechnique, 1877-1878[1]
20. Arsène Pigeolet, faculté de médecine, 1878-1879[1]
21. Xavier Olin, faculté de droit, 1879-1880[1]
22. Léon Vanderkindere, faculté de philosophie, 1880-1882[1]
23. Emile Yseux, faculté des sciences, 1882-1884[1]
24. Ernest Rousseau, École polytechnique, 1884-1886[1],[2]
25. Jean-Baptiste Depaire 1886-1888[2]
26. Eugène Vander Rest 1888-1890[2]
27. Martin Philippson 1890-1891[2]
28. Léon Vanderkindere 1891-1892[2]
29. Hector Denis 1892-1894[2]
30. Guillaume Rommelaere 1894-1896[2]
31. Eugène Goblet d'Alviella 1896-1898[2]
32. Paul Héger 1898-1900[2]
33. Adolphe Prins 1900-1901[2]
34. James Van Drunen 1901-1903[2]
35. Maurice Vauthier 1903-1905[2]
36. Edouard Kufferath 1905-1906[2]
37. Auguste Lameere 1906-1908[2]
38. Paul Errera 1908-1911[2]
39. Jean Demoor, médecin, professeur de physiologie, 1911-1914[3]
40. Léon Leclère, 1914-1920[3]
41. Charles De Keyser, 1920-1923[3]
42. Albert Brachet, médecin, spécialiste de l'embryologie, 1923-1926[3]
43. Maurice Ansiaux, 1926-1929[3]
44. Georges Smets, 1929-1932[3]
45. Edouard Bogaert, 1932-1935[4]
46. Albert Dustin, 1935-1938[4]
47. Frans van den Dungen, 1938-1944[4]
48. Jacques Cox, 1944-1947[4]
49. Jean Baugniet, 1947-1950[4]
50. Marcel Barzin, 1950-1953[4]
51. Edouard-Jean Bigwood, 1953-1956[4]
52. Henri Janne, sociologue, 1956-1959[4]
53. Walter De Keyser, 1959-1962[4]
54. Maurice Leroy, 1962-1965[4]
55. Marcel Homès, 1965-1968[4]
56. André Jaumotte, 1974-1978[4]
57. Paul Foriers, 1974-1978[4]
58. Jean Michot, 1978-1982[4]
59. Hervé Hasquin, historien, 1982-1986[4]
60. Georges Verhaegen, 1986-1990
61. Françoise Thys-Clément, économiste, 1990-1994
62. Jean-Louis Vanherweghem, médecin, 1994-2000
63. Pierre de Maret, archéologue, 2000-2006
64. Philippe Vincke, mathématicien, 2006-2010
65. Didier Viviers, historien, 2010-2016
66. Yvon Englert, médecin, 2016-2020
67. Annemie Schaus, avocate, 2020-2024[5] et 2024-2027[6]